# Zoltán Supola
Zoltán Supola (Budapest, 11 febbraio 1988) è un cestista ungherese.

## Palmarès
- Campionati ungheresi: 1

Albacomp: 2012-13
- Coppa d'Ungheria: 1

Albacomp: 2013